# W Motors
W Motors est une entreprise de construction automobile créée par Ralph R. Debbas à Beyrouth, au Liban, le 11 juillet 2012 et basée à Dubaï depuis 2013. W Motors est le premier constructeur automobile de sport du Liban et le premier constructeur de supercars du Moyen-Orient.

## Entreprise
Le développement de la marque W Motors a pris sept ans. Les fabricants automobiles européens Carrozzeria Viotti, Magna Steyr, RUF Automobile et StudioTorino participèrent à son développement. L'investissement initial était de 13 millions de dollars, provenant en partie de la FFA Private Bank, une Banque d'investissement basée à Beyrouth et Dubai, qui devint actionnaire de la compagnie. Le fondateur de W Motors, Ralph Debbas, a un master en design automobile. 
W Motors fut fondée en 2012. La société a lancé son premier prototype, la Lykan HyperSport, en janvier 2014, au cours du Qatar Motor Show. Peu après, l'entreprise a installé son siège social à Dubaï.
W Motors a conclu alors de nombreux accords en Europe et entretient des relations avec plusieurs entreprises, comme Magna Steyr, StudioTorino, RUF Automobile, Novasis Ingegneria, ID4Motion ou l'université de Tokyo pour les aspects techniques. W Motors a pour projet de déplacer les sites de production du Liban aux Émirats arabes unis.
En novembre 2015, lors du Dubai International Motor Show, W Motors dévoile sa nouvelle supercar, la Fenyr SuperSport.  
Une berline est en projet. Son prix sera compris entre 50 000 et 200 000 dollars.
Tous les véhicules Lykan HyperSport sont vendus et livrés. La livraison des modèles Fenyr SuperSport a débuté fin 2018. Un tout nouveau modèle devrait être lancé en 2019.
En plus de développer ses propres supercars, W Motors a mis au point le premier véhicule de la société sœur basée en Chine, ICONIQ Motors - l’ICONIQ Seven, un véhicule polyvalent entièrement électrique.
Conformément à la stratégie de W Motors visant à étendre et à renforcer sa présence au Moyen-Orient et à l'international, la société entamera la première phase du développement de son site de production à Dubaï en 2019, le projet devant être achevé au début de 2020. L’installation ultramoderne permettra de produire les modèles actuels et futurs de W Motors, y compris les véhicules électriques et autonomes, conformément à la vision de Dubaï de devenir la « ville la plus intelligente du monde ».
La nouvelle installation rejoindra le studio de design de W Motors, basé à Dubaï, et sa galerie phare.